# Carl Czerny
Carl Czerny (Vienna, 21 febbraio 1791 – Vienna, 15 luglio 1857) è stato un pianista, compositore e insegnante austriaco.

## Biografia
Figlio di un pianista che lo introdusse nel mondo della musica, compagno di studi di Anna Caroline Oury, si specializzò anche in pedagogia e all'età di quindici anni era già un insegnante molto apprezzato.
Visse a Vienna insegnando pianoforte (tra i suoi allievi figura Franz Liszt) e fu allievo di Antonio Salieri, Johann Georg Albrechtsberger e di Beethoven (dal 1801 al 1803), che, dopo averlo sentito suonare, propose appunto di dargli lezioni private. All'età di dieci anni nel suo repertorio erano presenti la maggior parte delle opere per pianoforte di Mozart, Clementi e di altri compositori dell'epoca. Fu un musicista dotato di una memoria stupefacente, che gli consentì di suonare l'opera integrale delle sonate di Beethoven. Si dedicò con interesse alla didattica pianistica, per la quale scrisse numerosi studi (più di 1 000) che, da allora, vengono considerati alla base dell'insegnamento del pianoforte.
Compose anche sinfonie, ouverture, cantate e musiche da camera. Alla morte di Beethoven, trascrisse alcune sue importanti opere, come le nove sinfonie, per pianoforte a quattro mani, su incarico di Heinrich Albert Probst.
La sua revisione del Clavicembalo ben temperato di Johann Sebastian Bach ebbe un'enorme influenza sull'interpretazione bachiana dei secoli successivi e la pubblicazione parziale delle sonate di Scarlatti sarà fondamentale per la diffusione delle opere di un compositore all'epoca ancora poco noto presso il grande pubblico.

## Opere

### Composizioni didattiche per pianoforte
- 60 Studietti elementari
- 20 Esercizi di lettura
- 24 Piccoli Studi della velocità op. 63
- Toccata op. 92
- 100 Studi progressivi op. 139
- 125 Esercizi in brevi e progressive sonatine op. 261
- La Scuola della velocità op. 299
- 70 Studi progressivi
- La Scuola del Legato e dello Staccato op. 335
- 40 Studi giornalieri op. 337
- Scuola degli abbellimenti op. 355
- Scuola del virtuoso op. 365
- Scuola della mano sinistra op. 399
- Scuola dell'articolazione e della polifonia op. 400
- 6 studi di ottave op. 553
- Il Primo Maestro di Pianoforte op. 599
- 24 Studi della piccola velocità op. 636
- L'arte di render agili le dita op. 740
- 25 Studi per le piccole mani op. 748
- 25 Studi facili op. 749
- Le cinque dita op. 777
- Primi passi per acquisire destrezza al pianoforte, 35 studi op. 792
- 160 Esercizi di otto battute op. 821
- Il piccolo pianista op. 823
- La nuova Scuola della velocità op. 834
- 30 Nuovi studi di meccanismo op. 849

### Composizioni per pianoforte
- Sonata in la bem. magg. op. 7
- Sonata in la min. op. 13
- Sonata in mi bemolle maggiore "La ricordanza" op. 33
- Sonata in fa min. op. 57
- Sonata in sol magg. op. 65
- Sonata in mi magg. op. 76
- Sonata in re min. op. 124
- Sonata in mi min. op. 143
- Sonata in mi bem. magg. op. 144
- Sonata in si min. op. 145
- Sonata in si bem. magg. op. 268
- Sonata in re bem. magg. op. 730
- 2 Sonatine op. 49
- 3 Sonatine op. 104 con violino e violoncello ad libitum
- 3 Sonatine op. 158
- 6 Sonatine op. 163
- Sonatina op. 167
- 3 Sonatine op. 349a
- 6 Sonatine op. 410
- 4 Sonatine op. 439
- 3 Cadenze per il Concerto n. 1 op.15 di L.van Beethoven op. 315
- 14 Scozzesi brillanti op. 174
- Due fantasie su motivi celebri dall'opera "I Puritani" di Bellini op. 247
- Tre fantasie eleganti dall'Elisir d'amore" di Donizetti op. 325

### Composizioni per pianoforte a 4 mani
- Grande Sonata brillante in do minore op. 10
- Overture caratteristica e brillante op.54
- Sonata Militare op.119
- Sonata Sentimentale op.120
- Sonata Pastorale op.121
- Sonata op.178
- Sonata op.331
- 2 Sonatine op.50
- 3 Sonatine op.156
- 3 Sonatine op.158

### Composizioni per pianoforte di vario genere
- Concerto in quartetto per 4 pianoforti o per pianoforte a 4 mani e quartetto d'archi o orchestra op.230
- Quartetto per 4 pianoforti op.816